# Nombre de Scruton
El nombre de Scruton {\displaystyle (Sc)} és un nombre adimensional i un dels paràmetres importants per a la vibració d'estructures induïda per vòrtex, les vibracions causades per la pluja o el vent, cable inclinat sec amb galop sec i galop despert. El «galop del conductor» és l'oscil·lació de baixa amplitud i alta freqüència de les línies elèctriques aèries a causa del vent.
Porta el nom de Christopher «Kit» Scruton, un enginyer britànic de dinàmica industrial.
La seva expressió ve definida com:
{\displaystyle Sc={\frac {2\delta _{s}m_{e}}{\rho b_{\text{ref}}^{2}}},}
on
- {\displaystyle \delta _{s}} = és l'amortiment estructural expressat per la disminució logarítmica de l'amortiment.
- {\displaystyle m_{e}} = massa efectiva per unitat de longitud.
- {\displaystyle \rho } = densitat de l'aire o líquid.
- {\displaystyle b_{\text{ref}}} = ample característic de l'estructura.